# Verpartnerung
Verpartnerung war  in Deutschland vor Einführung der gleichgeschlechtlichen Ehe 2017 der Begriff für den Vorgang des Eingehens einer eingetragenen Partnerschaft nach dem Lebenspartnerschaftsgesetz, der im amtlichen Gebrauch von staatlichen Stellen, aber auch in der allgemeinen Sprache von nichtstaatlichen Verbänden und Interessengruppen verwendet wurde. 
Verpartnerung als Erwerb einer verbindlichen Anerkennung einer Beziehung in der Form einer eingetragenen Partnerschaft war eine Form der Trauung (Heirat), so wie die Eheschließung auch. Letztere führt allerdings nicht zu einer eingetragenen Partnerschaft, sondern, wie der Name auch nahelegt, zu einer Ehe.
Für die Verpartnerung waren wie bei der Eheschließung zwischen Mann und Frau die Standesämter zuständig (§ 1 LPartG). In Bayern bestand zudem auch die Möglichkeit, die Verpartnerung notariell durchzuführen.
Gemäß der jeweiligen kommunalen Gebührenordnung wurde für eine Verpartnerung in der Regel der Gebührensatz einer Eheschließung erhoben. In einigen Gemeinden, insbesondere im Freistaat Sachsen, wurde zum Teil der 2,5-fache Satz erhoben.
In Deutschland lebten im Jahr 2013 rund 35.000 gleichgeschlechtliche Paare als eingetragene Lebenspartnerschaft. 57 Prozent der eingetragenen Partnerschaften wurden von Männern geführt.

## Verpartnerung alsHeirat
Das Wort Heirat wird auch für eine Verpartnerung von solchen Leuten gebraucht, die Anlass haben, gleichgeschlechtliche Beziehungen zu erwähnen, ohne eine Exklusivität der heterosexuellen Lebensformen betonen zu wollen, um damit ihre Überzeugung von der Gleichwertigkeit hetero- und homosexueller Partnerschaften auszudrücken. Das kann in Medienberichten oder im privaten Sprachgebrauch im Freundeskreis vorkommen. 
Eine Verpartnerungsbezeichnung als Heirat kann auch im Rahmen der PR-Tätigkeit von Verbänden liegen, wie im Fall vom LSVD, der zwar zwischen „VH“ für verheiratet und „LP“ für verpartnert unterscheidet, gleichwohl aber auf den Wunsch auf Ausdehnung des Begriffs drängt: Wie werden wir selbst unsere Partnerschaften bezeichnen? Uns sind Lesben und Schwule sympathisch, die selbstbewusst davon sprechen, dass sie „heiraten“ bzw. „verheiratet“ sind, und die ihren Mann und ihre Frau als das vorstellen, was sie sind, nämlich „mein Mann“ bzw. „meine Frau“.
Die Gleichstellung der Verpartnerung mit einer Heirat als Eheschließung unterlag auch Kritik, da sie eine nicht vorhandene Gleichwertigkeit vortäuschte.
Die Möglichkeit der Verpartnerung wurde in Deutschland mit der Einführung der Ehe für homosexuelle Paare zum 1. Oktober 2017 abgeschafft.